# Hàng không năm 1979
Đây là danh sách các sự kiện hàng không nổi bật xảy ra trong năm 1979:

## Chuyến bay đầu tiên

### Tháng 2
- 28 tháng 2 - PAC Cresco

### Tháng 3
- 9 tháng 3 - Dassault Mirage 4000
- 22 tháng 3 - CP-140 Aurora

### Tháng 4
- 10 tháng 4 - Westland WG.30 G-BGHF
- 19 tháng 4 - Learjet 55

### Tháng 5
- 15 tháng 5 - Dassault Mirage 50
- 18 tháng 5 - Piper PA-42 Cheyenne

### Tháng 6
- 12 tháng 6 - Rutan Long-EZ nguyên mẫu, N79RA

### Tháng 7
- 24 tháng 7 - Bell XV-15

### Tháng 11
- November 30 tháng 11 - Piper Malibu

### Tháng 12
- 12 tháng 12 - SH-60 Seahawk 161169
- 14 tháng 12 - Edgley Optica G-BGMW
- 21 tháng 12 - NASA AD-1
- 22 tháng 12 - Aérospatiale Epsilon

## Bắt đầu hoạt động
Tháng 1
- 6 tháng 1 - F-16 Fighting Falcon trong Không đoàn tiêm kích chiến thuật 388 USAF.